# الرعاية الصحية في الدنمارك
توفر الحكومات المحلية في الدنمارك الرعاية الصحية في المناطق الخمس بالتنسيق والتنظيم مع الحكومة المركزية، بينما تقع مسؤولية دور التمريض والرعاية المنزلية وخدمات الصحة المدرسية على عاتق البلديات. تُدار بعض خدمات المستشفيات المتخصصة مركزيًا.
تبلغ نفقات الرعاية الصحية الحكومية الدنماركية نحو 10.4% من الناتج المحلي الإجمالي. تموّل الضرائب الإقليمية والبلدية التي أعادت الحكومة المركزية توزيعها نحو 84%. تعتبر النفقات الشخصية للرعاية الصحية ضئيلة مقابل خدمات محددة، بسبب تمول دافعي الضرائب للرعاية الصحية. تُغطَّى هذه النفقات عادةً باستخدام تأمين صحي خاص.
تُستَخدم السجلات الصحية الإلكترونية حاليًا على نطاق واسع، وتسعى الجهود الحالية لتوحيدها على المستوى الإقليمي.
يوجد نحو 3.4 طبيب و2.5 سرير مستشفى لكل 1000 شخص في الدنمارك. يبلغ معدل الإنفاق على مرافق المستشفيات نحو 43% من إجمالي الإنفاق على الرعاية الصحية، وهذا أعلى من المتوسط في دول منظمة التعاون الاقتصادي والتنمية، على الرغم من انخفاض عدد الأسرة بشكل كبير. تزيد نسبة تغطية تحصين الأطفال (تطعيمهم أو تلقيحهم) عن 90%. انخفض معدل الوفيات الناجم عن أمراض القلب في السنوات السابقة حتى عام 2015، وزاد متوسط العمر المتوقع.

## إدارة الرعاية الصحية

### الحكومة المركزية
تلعب الحكومة المركزية دورًا محدودًا نسبيًا في الرعاية الصحية في الدنمارك. وتتمثل مهامها الرئيسية في تنظيم وتنسيق وتقديم المشورة، ومسؤولياتها الرئيسية هي تحديد أهداف للسياسة الصحية الوطنية، ووضع التشريعات الصحية الوطنية، وصياغة القوانين، وتعزيز التعاون بين مختلف الجهات الفاعلة في مجال الرعاية الصحية، وتقديم المبادئ التوجيهية لقطاع الصحة، وتوفير المعلومات الصحية والمعلومات المتعلقة بالرعاية الصحية، ورفع جودة الرعاية ومعالجة شكاوى المرضى.
في عام 1994، أنشأت وزارة الصحة وكالة انضمت إلى صناعة الرعاية الصحية ومقدمي الخدمات للاتفاق على معايير البرمجيات الشاملة للمنظومة بأكملها. قدم المختصون إثر ذلك نموذج الجودة الدنماركي الذي أُنشِئ بحسب معايير «معهد الجودة والاعتماد في مجال الرعاية الصحية» في عام 2005، وأُطلِقَ لتعمل به المناطق الدنماركية ووزارة الصحة ووكالة حماية الصحة والحكومات المحلية وجمعية الأدوية الدنماركية وغرفة التجارة الدنماركية. في عام 2007، أعطى قانون إعادة التنظيم الممارسين العامين المزيد من الواجبات، بينما كانت عملية اتخاذ قرارات الرعاية الصحية مركزية. في أبريل 2015، أعلن وزير الصحة نيك هايكروب ورئيس المناطق الدنماركية بنت هانسن أن التخلي عن السيطرة المركزية سيكون قريبًا. قال هانسن: «يجب أن يكون العمل عالي الجودة مبسطًا ومركّزًا. لقد حان الوقت لتقويته بوضع المريض في المركز، بدلاً من التركيز على الامتثال لمجموعة متنوعة من المعايير. كان الاعتماد مبررًا ومفيدًا، ولكننا نمضي قدمًا. نحن بحاجة إلى وضع بعض الأهداف الوطنية لتتحقق محليًا بالتزام قوي من الموظفين، مع ترك مساحة للحلول المحلية».
يقتضي قانون الاستقرار المالي الذي وُضِع في عام 2012 بوجوب احتفاظ جميع المناطق والبلديات بنسبة 1.5% من ميزانياتها. يجب على الحكومة المركزية أيضًا الموافقة على إدخال مرافق متخصصة جديدة أو إغلاق المرافق القائمة.

### الحكومة المحلية
تكون حكومات المناطق الخمس مسؤولة عن المستشفيات والممارسين العامين، ويعتمد التمويل الذي تقدمه على ضرائب الدخل بشكل رئيسي.
تحمل البلدات المحلية (98 بلدة) منذ فترة طويلة مسؤوليات دور رعاية المسنين وخدمات الرعاية. تعني المساءلة السياسية المحلية في بلد يحوي نسبة كبيرة من المسنين أن هذه الخدمات تحظى باهتمام سياسي. كان مستوى الرضا عن النظام الصحي في عام 1997 أكبر مما كان عليه في دول الاتحاد الأوروبي الأخرى، بما في ذلك ارتفاع نفقات الرعاية الصحية للفرد الواحد. في عام 1988، مُرِّرَ تشريع قانون يحد من بناء دور رعاية المسنين الجديدة ويعمل على تحويل دور رعاية المسنين إلى غرف فردية. منذ عام 1997، كان مطلوبًا من جميع المساكن الجديدة لكبار السن أن تضم غرفة نوم وغرفة جلوس ومطبخ وحمام على الأقل.
أنشأت بلدية سكيونغه مشروع رعاية منزلية متكاملة في عام 1984 قيّمه المعهد الدنماركي للرعاية الصحية في عام 1997. وفقه، ستتوفر الرعاية الصحية لجميع المواطنين سواء في المؤسسات أو في المنازل، بالإضافة إلى توفير الوقاية والدعم وإعطاء الأولوية للصحة ونوعية الحياة. وبذلك شاركوا في صنع القرار ومُنِحَ الموظفون الذين يعملون في فرق صغيرة المزيد من الاستقلالية. قيّم نحو 40.8% من كبار السن في عام 1997 صحتهم على أنها جيدة بالمقارنة مع 28.9% من الأشخاص من نفس العمر عام 1985. كذلك، انخفض عدد الأيام التي قضاها في المستشفى من هم أكبر من 67 عام بنسبة 30%. أُغلِقت دور الرعاية وأصبحت مركزًا لخدمات دعم المجتمع التي تضمنت مركزًا كبيرًا يوفر رعاية نهارية وإعادة تأهيل ورعاية منزلية على مدار الساعة ومساعدات معيشية منظمة في ثلاث فرق جغرافية. تأمنت وظائف مضمونة لموظفي التمريض المنزلي وفق القانون الجديد. اعتُمِد هذا النهج المتكامل على نطاق واسع في الدنمارك، ولم تعد دور التمريض ومؤسسات الرعاية المنزلية تعمل بشكل منفصل. بين عامي 1985 و1997 انخفض عدد أسرة دور الرعاية في الدنمارك بنسبة 30 %.

### السجلات الصحية الإلكترونية
لا تمتلك الدنمارك سجلات صحية إلكترونية على الصعيد الوطني. من الضروري استخدام السجلات الصحية الإلكترونية لممارسات الرعاية الأولية والمستشفيات. تعمل شبكة البيانات الصحية الدنماركية ميدكوم كجامع للبيانات لتوفير العمل التفاعلي. لسوء الحظ، يشكل عدم وجود عمل تفاعلي متبادل مشكلة على الرغم من ارتفاع معدلات الاستخدام. تحاول المناطق الخمس معالجة هذه المشكلة عن طريق إنشاء نظام سجلات صحية إلكترونية خاص بها للمستشفيات العامة. ومع ذلك، ستظل جميع بيانات المرضى مسجلة في الصحيفة الوطنية الإلكترونية.

## تكاليف الرعاية الصحية

### تمويل الرعاية الصحية العامة
في عام 2016، بلغت نفقات الرعاية الصحية الدنماركية 5205 دولار أمريكي للفرد (نحو 10.4 % من الناتج المحلي الإجمالي)، مع تمويل يُقدَّر بنحو 84.0% من نفقات الرعاية الصحية اعتمادًا على وسائل حكومية أو إلزامية. تعتمد الرعاية الصحية في الدنمارك على الضرائب المحلية (الإقليمية والبلدية) لتمويل الرعاية الصحية المتكامل وتوفيره على المستوى الإقليمي. تُقدَّر الضريبة الوطنية على الرعاية الصحية بنحو 8 % من إجمالي الدخل الخاضع للضريبة. تصرف المناطق الإدارية الخمس للحكومة المحلية الأموال وفقًا للمبادئ التوجيهية التي وضعتها الحكومة المركزية.

### تمويل الرعاية الصحية الخاصة
وفقًا لمنظمة التعاون الاقتصادي والتنمية، بلغت نسبة الإنفاق على الرعاية الصحية الخاصة في الدنمارك في عام 2016 نحو 831 دولار أمريكي للفرد (نحو 1.7% من إجمالي الناتج المحلي). يساعد تأمين الرعاية الصحية الخاص في تغطية مجموعة متنوعة من الخدمات التي لا يغطيها تمويل الرعاية الصحية العام بالكامل.